# Dolnohamerské tunely
Dolnohamerské tunely jsou čtyři jednokolejné železniční tunely na katastrálním území Louka obce Nová Ves a Tisová u Otročína obce Otročín na úseku železniční regionální trati Karlovy Vary – Mariánské Lázně mezi stanicí Bečov nad Teplou a zastávkou Louka u Mariánských Lázní.

## Historie
V květnu 1896 vznikla akciová společnost Železnice Karlovy Vary–Mariánské Lázně, jejíž základní kapitál byl víc než jeden milión zlatých. Koncese na výstavbu byla vydána 21. května 1896, ale výstavba byla zahájena už v předstihu 5. prosince 1895 společností Císařko-královské státní dráhy. Náklady na výstavbu činily 10,7 miliónů korun. Trať vlastnila společnost Železnice Karlovy Vary–Mariánské Lázně. V roce 1925 byla zestátněna.
Železniční trať byla postavena převážně v úzkém údolí řeky Teplé, překonává výškový rozdíl 334 m. Nejvyšší bod je v Ovesných Kladrubech v nadmořské výšce 710 m a nejnižší bod je v Karlových Varech ve výšce 376 m n. m. Stavba byla rozdělena na sedm dílů a pracovaly na ní čtyři firmy. Na výstavbě tunelů se podílela italská firma Emillio Paletti. Trať byla dána do provozu v roce 17. prosince 1898.
Na 54 km dlouhé trati bylo postaveno devatenáct železničních stanic a zastávek, dvacet mostů a viaduktů a je na ní celkem sedm tunelů: Vlkovický, Dolnohamerský I, Dolnohamerský II, Dolnohamerský III, Dolnohamerský IV, Bečovský a Doubský. V roce 2016 byla trať rekonstruována.

## Popis
Jednokolejné tunely pro železniční trať Karlovy Vary – Mariánské Lázně mezi zastávkami Bečov nad Teplou – Louka u Mariánských Lázní byly postaveny v období 1896–1898. Byly dány do provozu 17. prosince 1898.
Dolnohamerský tunel I a II byly raženy v ostrozích vrchu Skalka (720 m n. m.) na katastrálním území Louka na levobřežní straně řeky Teplé. Dolnohamerský tunel III byl ražen na území Tisová u Otročína v ostrohu Lysého vrchu (714 m n. m.) a pravobřežní straně řeky Teplé. Dolnohamerský tunel IV byl ražen v ostrohu vrchu Strážný (720 m n. m.) na katastrálním území Louka na levobřežní straně řeky Teplé.

#### Tunely
- Dolnohamerský tunel I se nachází v katastrálním území Louka obce Nová Ves v traťovém km 27,702–27,834 leží v nadmořské výšce 583 m a měří 132,38 m.[8][9]
- Dolnohamerský tunel II se nachází v katastrálním území Louka obce Nová Ves, v traťovém km 28,569–28,604, leží v nadmořské výšce 575 m a měří 40,60 m.[8][10]
- Dolnohamerský tunel III se nachází v katastrálním území Tisová u Otročína obce Otročín v traťovém km 28,720–28,835, leží v nadmořské výšce 570 m a měří 115,10 m.[8][11]
- Dolnohamerský tunel IV se nachází v katastrálním území Louka obce Nová Ves v traťovém km 29,484–29,619, leží v nadmořské výšce 545 m a měří 134,60 m.[8][12][13]

## Galerie

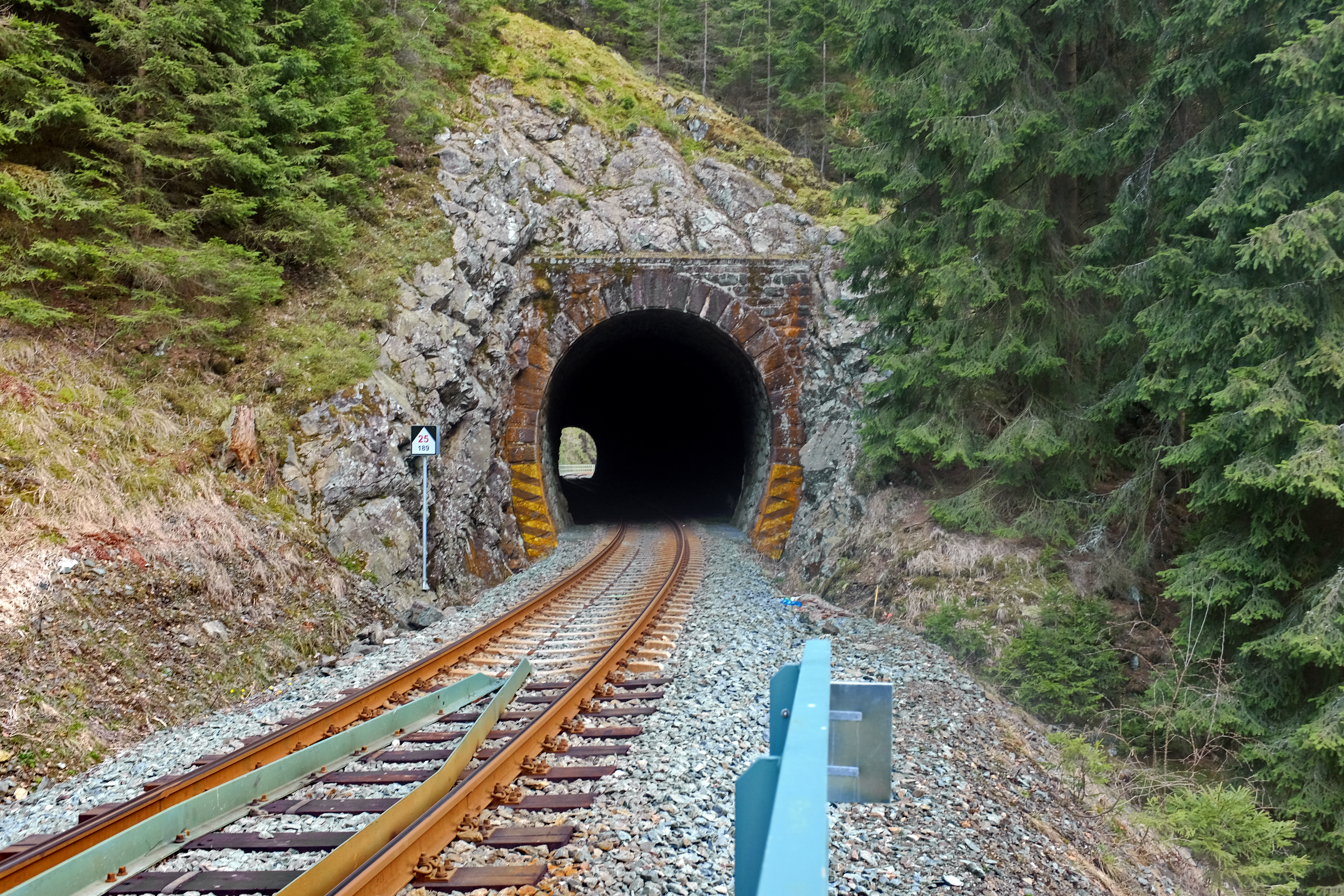
Dolnohamerský tunel III
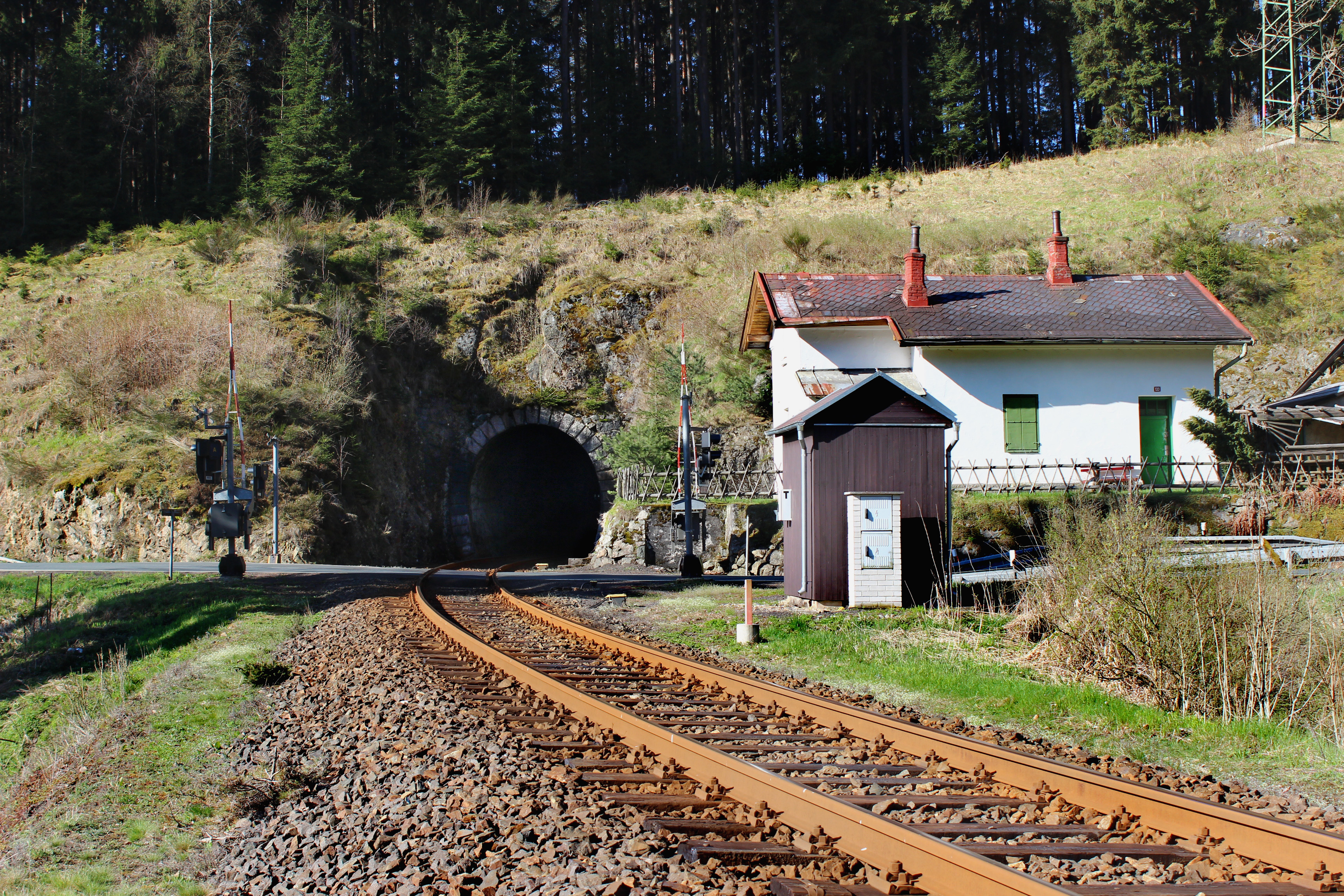
Dolnohamerský tunel IV